# Global Terrorism Database

Een grafiek op basis van de database. Er worden in totaal 182.438 incidenten in kaart gebracht.

De Global Terrorism Database (GTD) is een database van terroristische incidenten vanaf 1970. In juli 2017 werd de lijst verlengd tot en met 2016, met onvolledige gegevens over 1993.
De database wordt onderhouden door het National Consortium for the Study of Terrorism and Responses to Terrorism (START) aan de Amerikaanse Universiteit van Maryland, College Park. Opgeslagen gegevens worden ook gebruikt voor onder meer de Global Terrorism Index (GTI) gepubliceerd door het Australische Institute for Economics and Peace.
Hoewel de database belangwekkende informatie levert, waarschuwde Stratfor, een private inlichtingendienst, voor te snelle conclusies louter op basis van de cijfers: zo zou het al dan niet kwalificeren als “terrorisme” van de schietpartij in Las Vegas op 1 oktober 2017 de cijfers significant beïnvloeden.

## Geschiedenis
De gegevensbank vertrok van data die tot 1997 waren verzameld door het detectivebureau Pinkerton. Nadien kon het START-consortium de inventaris voortzetten met de financiële steun van de overheidsdepartementen Justitie en Binnenlandse Veiligheid. Sedert 2018 viel die financiering echter weg, en kon START enkel tijdelijk op externe fondsen rekenen.

### MIPT Terrorism Knowledge Base
In de Global Terrorism Database zijn ook de groepsprofielen opgenomen uit de MIPT Terrorism Knowledge Base (TKB), een online portal, opgezet door het National Memorial Institute for the Prevention of Terrorism (MIPT) . Het instituut was actief van 2000 tot 2014, toen de overheidsfondsen werden stopgezet. De TKB-database bevatte informatie over terroristische incidenten, leiders, groepen en aanverwante rechtszaken. De collectie bestond van september 2004 tot maart 2008. Het ging om historische informatie over terrorisme vanaf 1968, met meer dan 29.000 profielen van incidenten, 900 groepsprofielen, en 1.200 leidersbiografieën. De TKB bevatte verschillende functies om terrorismegegevens te analyseren, waaronder grafische hulpmiddelen, interactieve kaarten en statistische samenvattingen.

## Database
De database, in de vorm van een rekenblad (xlsx), bevat voor elk incident een nummering, de datum, plaats met geografische coördinaten, doelwit, gebruikt wapentype, schade van de aanslag, bron van de gegevens, een korte beschrijving en de kwalificatie als “terroristisch”.
De gegevens van 1970 tot twee jaar terug kunnen voor individueel gebruik vrij gedownload worden, na registratie. De update van de laatste twee jaar kan enkel mits een commerciële licentie.